# Debugiranje
Debugiranje (eng. debugging) je proces pronalaženja grješaka i nedostataka (vidi bug) u programskom kodu. 
U računalstvu se pojam buga (doslovni prijevod na hrvatski: kukca) pripisuje Grace Hopper koja je "u računalu Harvard Mark II pronašla moljca koji je ostao zarobljen u releju. Kukca su pažljivo izvukli i zalijepili u dnevnik. Od tad se uvijek rabi izraz "bug" (kukac) kad računalo ima problem."
Sam pojam "buga" se rabi još od prije računalnog doba, jer je Thomas Alva Edison govorio o kukcima u električnim krugovima 1870-ih. Poslije, kad su se 1940-ih napravila prva računala, ljudi koji su radili na njima su nalazili kukce na strojevima i programima koji su ih izvodili.